# Inside (pel·lícula de 2016)
Inside és una pel·lícula independent de terror del 2016 dirigida i coescrita per Miguel Ángel Vivas, escrita per Jaume Balagueró i Manu Díez, i protagonitzada per Rachel Nichols, Laura Harring i Stany Coppet. La seva trama segueix una dona embarassada perseguida per una dona psicòtica que intenta robar el seu fill no nascut la nit de Nadal.
És un remake de la pel·lícula francesa del 2007 del mateix nom.

## Argument
Als suburbis de Chicago, Sarah Clarke pateix un accident de cotxe durant el tercer trimestre del seu embaràs, que deixa el seu marit mort, i ella parcialment sorda.
La nit de Nadal, es prepara per al naixement del seu fill que es deu al dia de Nadal. Aquell matí, el seu veí i amic, Isaac, la visita, i els dos intercanvien regals. La Sarah telefona a la seva mare, que viatja per quedar-se amb la Sarah aquella nit. Després d'adormir-se aquella nit, la Sarah es desperta amb un cop a la porta d'una dona que afirma que el seu cotxe s'ha avariat. Parlant per la porta tancada, Sarah li diu a la dona que el seu marit està adormit, a la qual cosa el desconegut respon que el seu marit ha mort i es dirigeix a Sarah pel seu nom. La Sarah truca a la policia, que ve a investigar, però la dona ha fugit. Ella truca a Isaac, però ell no respon, i li deixa un missatge sobre l'incident.
La Sarah es torna a dormir, però la dona s'infiltra a la casa i la droga amb cloroform abans d'injectar-li oxitocina. La Sarah es desperta mentre la dona es prepara per segrestar el seu fill per néixer. Els dos es barallen i la Sarah fuig pel passadís, tancant-se al bany. La dona recupera el telèfon mòbil de la Sarah que sona de la cuina, que està rebent una trucada d'Isaac. La Sarah trenca el mirall del bany, armant-se amb un fragment de vidre. Isaac entra a la casa i es troba amb la dona que es presenta com la mare de Sarah.
Després d'alleujar les preocupacions d'Isaac, la dona intenta fer-lo sortir de casa, però es troben amb la mare de Sarah que acaba d'arribar en taxi. La seva mare puja de pressa, però la Sarah, confonent-la amb la dona, la clava a la gola amb el got, matant-la. L'Isaac puja de pressa i és testimoni de l'escena, però la dona el clava per l'esquena amb un ganivet de carnisser. La Sarah torna a tancar-se al bany i comença a experimentar dolors extrems de part, mentre la dona pica la porta repetidament. Ella es dissuadeix quan sona el mòbil d'Isaac, rebent una trucada de la se va parella, Brian. La dona bloqueja la porta del bany amb una calaixera abans d'entrar a casa de l'Isaac i tallar la gola d'en Brian.
La Sarah comença a trencar la porta del bany amb la tapa del dipòsit del vàter, fent un forat prou gran per veure-hi. La dona torna i intenta agafar el braç per la porta, però la Sarah la talla amb un vidre. Moments després, els agents de policia Mike i Alice tornen a la casa per fer un control de benestar, i la dona es fa passar per Sarah. Mike torna al seu cotxe, però s'adona que la dona no era Sarah després que l'Alice esmenti que Sarah està embarassada. Mike torna a la porta, però la dona l'apunyala a la cara mentre la Sarah comença a baixar les escales. Sarah fuig a un dormitori de dalt i Mike intenta escanyar la dona, però ella el mata a punyalades. En adonar-se que la porta està entreoberta, l'Alice entra a la casa i troba el cos d'en Mike, mentre la dona s'acosta a Sarah, que s'amaga sota un llit. La Sarah la colpeja al cap amb la tapa del dipòsit del vàter.
Posteriorment, la dona mata a Alice a trets amb l'arma d'en Mike moments després que Sarah trenqui aigües. Es produeix una lluita violenta entre Sarah i la dona. Sarah aconsegueix fugir a l'exterior i intenta fugir amb el cotxe de la policia, però és interceptada per la dona, que fa que Sarah xoqui contra un arbre. La Sarah ensopega amb una casa adjacent. Ràpidament s'adona que és la casa del seu atacant i troba proves que la dona l'ha estat perseguint durant mesos. La dona entra i ambdues reprenen la lluita. S'enfronten a l'exterior, on la Sarah ensopega amb una piscina coberta, i la dona revela el seu motiu: va perdre el seu nadó en l'accident de cotxe que va acabar amb la vida del marit de Sarah i busca venjança. La Sarah talla la coberta de la piscina amb un bisturí, i les dones cauen i lluiten. Quan la Sarah comença a ofegar-se, la dona, presa de pànic per haver perdut el nen, talla la coberta de la piscina i l'allibera, però s'ofega en el procés. A la coberta de la piscina parcialment submergida, la Sarah té un part a l'aigua mentre la policia arriba a l'escena.

## Repartiment
- Rachel Nichols com Sarah Clarke
- Laura Harring com a La dona
- Ben Temple com Isaac
- Andrea Tivadar com Alice Donovan
- Stany Coppet com a Hugo Garcia
- Craig Stevenson com Mike McCogan
- Maarten Swaan com Matthew Fields
- Gillian Apter com la mare de Sarah
- David Chevers com a Brian
- Richard Felix com a Rick Stein

## Producció
El maig de 2016, es va anunciar que Rachel Nichols i Laura Harring havien esetat escollides com a protagonistes de la pel·lícula. La pel·lícula va ser produïda per la productora espanyola Nostromos Pictures.

## Estrena
La pel·lícula es va estrenar al XLIX Festival Internacional de Cinema Fantàstic de Catalunya de 2016. Va rebre un llançament de vídeo sota demanda a França l'1 d'agost de 2017.
El 2 de juny de 2017 es va publicar el primer tràiler oficial de la pel·lícula. La pel·lícula va rebre una estrena limitada als Estats Units el 12 de gener de 2018.

### Resposta crítica
El 2019 Inside tenia una puntuació d'aprovació del 32% a l'agregador de ressenyes d'Internet Rotten Tomatoes, basat en 19 ressenyes.
Noel Murray del Los Angeles Times va donar una crítica favorable a la pel·lícula, i va escriure que "funciona a un bon nivell" i "fa un ús excel·lent de l'absència. Les escenes estan foscament il·luminades i poc poblades, i es reprodueixen en platós de recanvi amb un diàleg mínim. Vivas és especialment reeixit a l'hora de convertir l'absurd d'un suburbi de luxe en un llenç en blanc per al caos." Brian Tallerico de RogerEbert.com va atorgar a la pel·lícula una estrella i mitja sobre quatre, escrivint que "Nichols i Harring donen a la pel·lícula més del que es mereix, però el seu treball es desaprofita en una pel·lícula que no sap quina història explica."
Frank Scheck de The Hollywood Reporter va sentir que la pel·lícula mancava de tensió, i va escriure que "d'alguna manera aconsegueix estar notablement desproveïda de suspens durant el seu breu temps d'execució", però va reconèixer que Nichols i Harring "passen pels seus ritmes amb un compromís admirable." Staci Layne Wilson, escrivint per a Dread Central, també va elogiar les actuacions, i va escriure que Nichols "és fantàstica en el paper, donant-ho tot", encara que finalment va sentir que els fans de la pel·lícula original estarien "lleugerament decebuts" en general.